# رضیه سلطان (فیلم)
رضیه سلطان (به هندی: Raziya Sultan) فیلمی محصول سال ۱۹۸۳ و به کارگردانی کمال امروهی است. در این فیلم بازیگرانی همچون هما مالینی، درمندرا، پروین بابی ایفای نقش کرده‌اند.
این فیلم داستان زندگی رضیه سلطان است.